# Vlag van Tilburg

Vlag van de gemeente Tilburg

De vlag van Tilburg werd op 2 januari 1997 bij raadsbesluit als de gemeentelijke vlag van de Noord-Brabantse gemeente Tilburg vastgesteld. De vlag symboliseert de samenvoeging van de drie gemeenten Tilburg, Berkel-Enschot en Udenhout tot de nieuwe gemeente Tilburg per 1997.
Volgens de toelichting bij het raadsbesluit zou dit een schaakbordpatroon vormen, dat moet herinneren aan de provincievlag van Noord-Brabant.

## Beschrijving
De beschrijving van de vlag luidt als volgt: 
Drie banen, blauw, geel en blauw, waarover een baan, waarvan de breedte gelijk is aan 1/3 van de hoogte van de vlag, verdeeld in drie blokken, geel, blauw en geel.
De kleuren van de vlag zijn ontleend aan de kleuren van het gemeentewapen. De wapens van de drie samengevoegde gemeenten waren uitgevoerd in de rijkskleuren geel (goud) en blauw (lazuur).

## Eerdere vlag

Tilburg voerde tot de samenvoeging in 1997 een onofficiële vlag met twee horizontale banen in de kleuren geel en blauw. Deze kleuren zijn afkomstig van het gemeentewapen.

## Verwante afbeelding

Wapen van Tilburg

Alphen-Chaam · Altena · Asten · Baarle-Nassau · Bergeijk · Bergen op Zoom · Bernheze · Best · Bladel · Boekel · Boxtel · Breda · Cranendonck · Deurne · Dongen · Drimmelen · Eersel · Eindhoven · Etten-Leur · Geertruidenberg · Geldrop-Mierlo · Gemert-Bakel · Gilze en Rijen · Goirle · Halderberge · Heeze-Leende · Helmond · 's-Hertogenbosch · Heusden · Hilvarenbeek · Laarbeek · Land van Cuijk · Loon op Zand · Maashorst · Meierijstad · Moerdijk · Nuenen, Gerwen en Nederwetten · Oirschot · Oisterwijk · Oosterhout · Oss · Reusel-De Mierden · Roosendaal · Rucphen · Sint-Michielsgestel · Someren · Son en Breugel · Steenbergen · Tilburg · Valkenswaard · Veldhoven · Vught · Waalre · Waalwijk · Woensdrecht · Zundert